# Histoire des Juifs en Malaisie
Les Juifs malaisiens étaient majoritairement des séfarades de Penang jusqu'aux années 1970 mais également à Negeri Sembilan et Malacca. Ils étaient proches du peuple Kristang. Le premier était probablement Ezekiel Aaron Menasseh, venu de Bagdad en 1895.

## Histoire
| Année | Hommes | Femmes | Garçons | Filles | Total |
| ----- | ------ | ------ | ------- | ------ | ----- |
| 1881  | 14     | 9      | 5       | 4      | 32    |
| 1891  | 47     | 64     | 14      | 30     | 155   |
| 1899  | 83     | 41     | 33      | 15     | 172   |
| 1901  | 16     | 17     | 8       | 4      | 45    |
| 1941  | 11     | 8      | 6       | 5      | 30    |

Pendant l'invasion japonaise, ils sont évacués à Singapour. En 1963, il ne reste que 20 familles à Penang. Aujourd'hui, 100 juifs réfugiés russes y vivent. Le dernier juif de Penang survivant est Mordecai (Mordy) David Mordecai décédé le 15 juillet 2011. 
La plus vieille tombe juive  de Malaisie, qui remonte à 1835, est celle de Shoshan Levi. Eliaho Hayeem Victor Cohen, un lieutenant du 9e Jat Regiment de l'Armée britannique des Indes mort dans un accident le 10 octobre 1941. C'est la seule tombe juive dans le cimetière de la Commonwealth War Graves Commission.

## Galerie

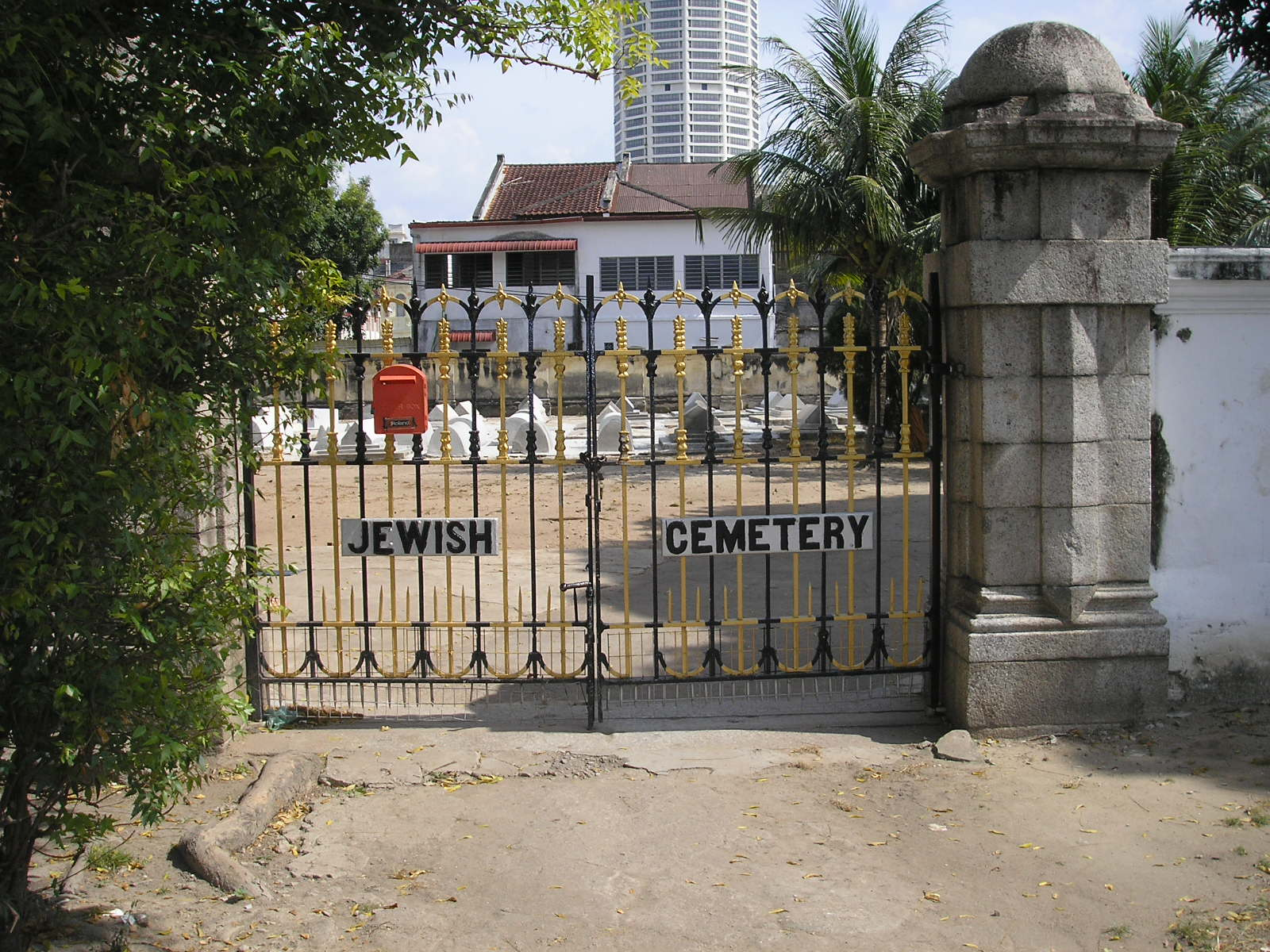
The entrance to the Penang Jewish Cemetery facing Jalan Zainal Abidin (formerly Jahudi Road)
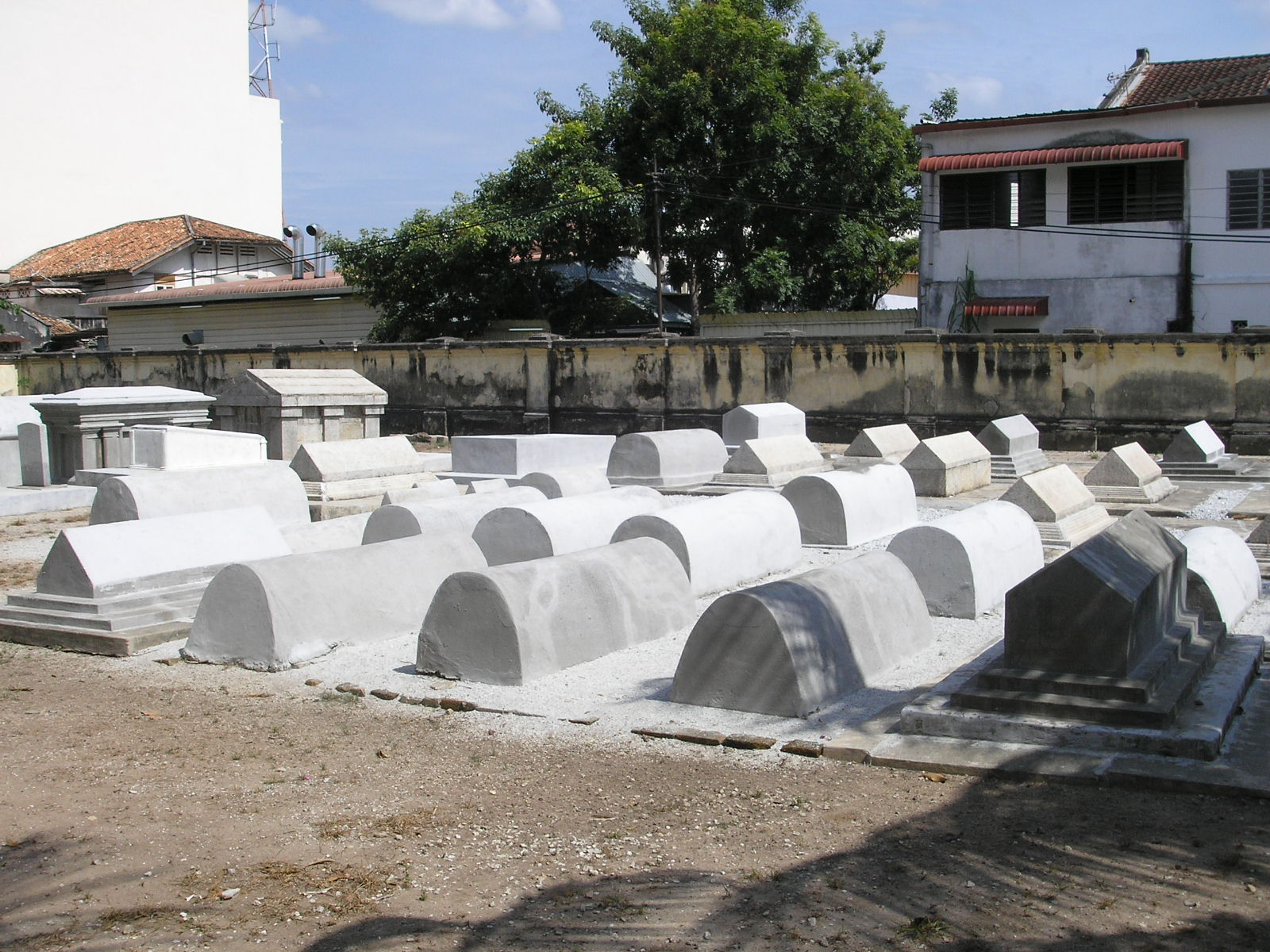
A view of the Penang Jewish Cemetery
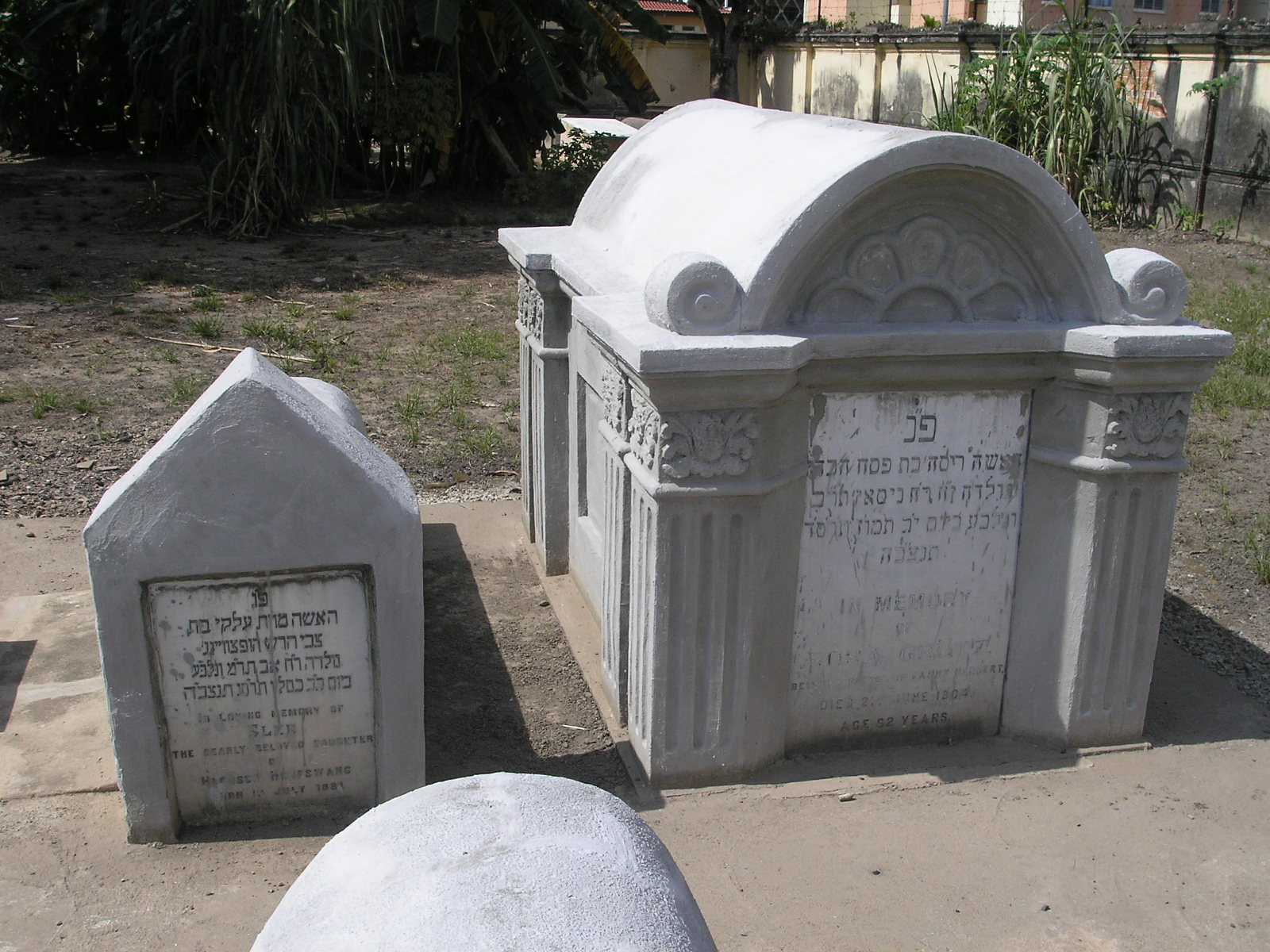
Tombstones at the Penang Jewish Cemetery
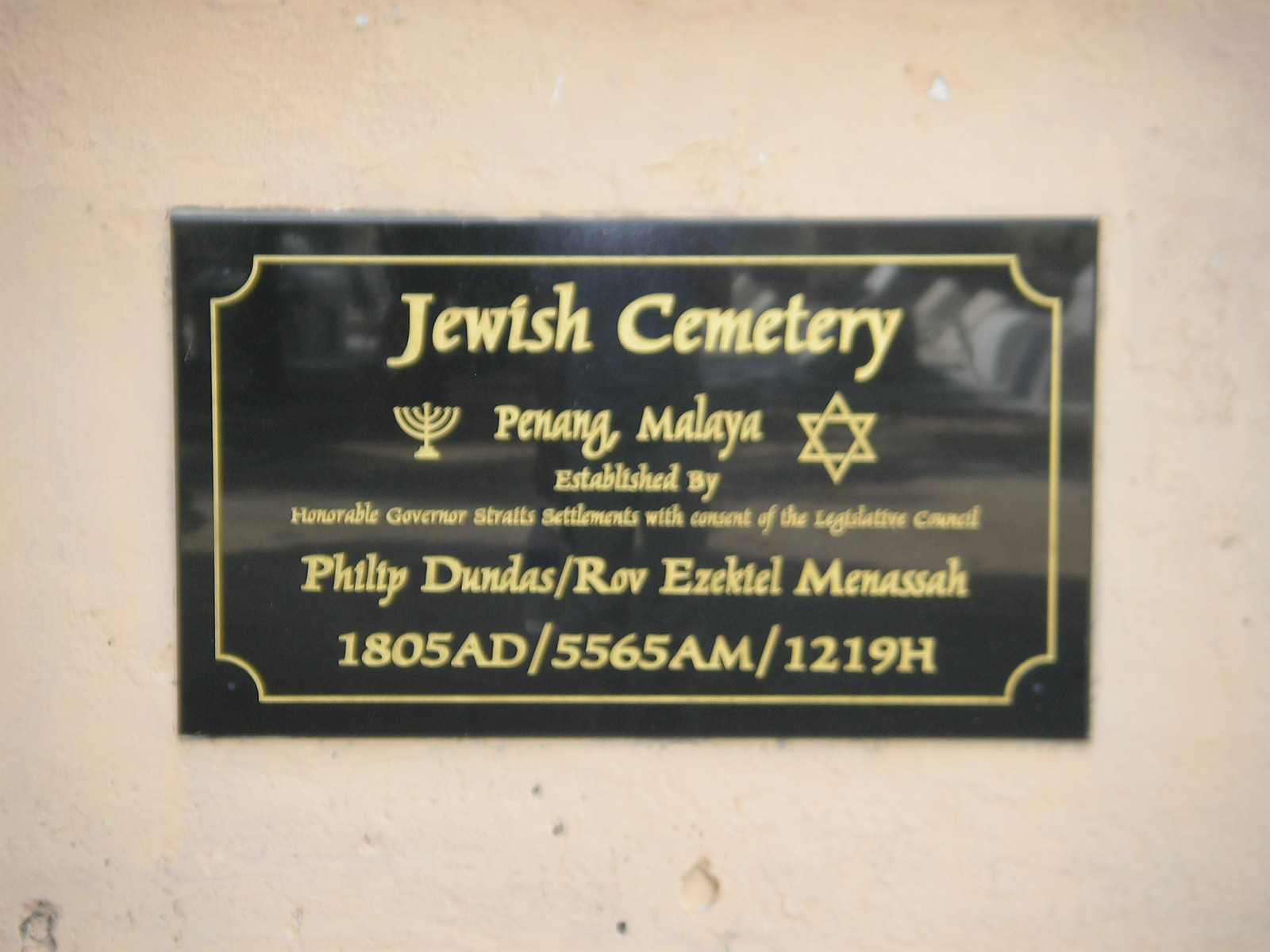
Commemorative plaque indicating the year of establishment of the Penang Jewish Cemetery

## Littérature
- Khoo Salma Nasution. More Than Merchants: A History of the German-speaking Community in Penang, 1800s–1940s. Areca Books. (2006).  (ISBN 978-983-42834-1-4) (pg. 33)
- Zayn Gregory, The Last Jews of Penang (2001)